# 色本斐河

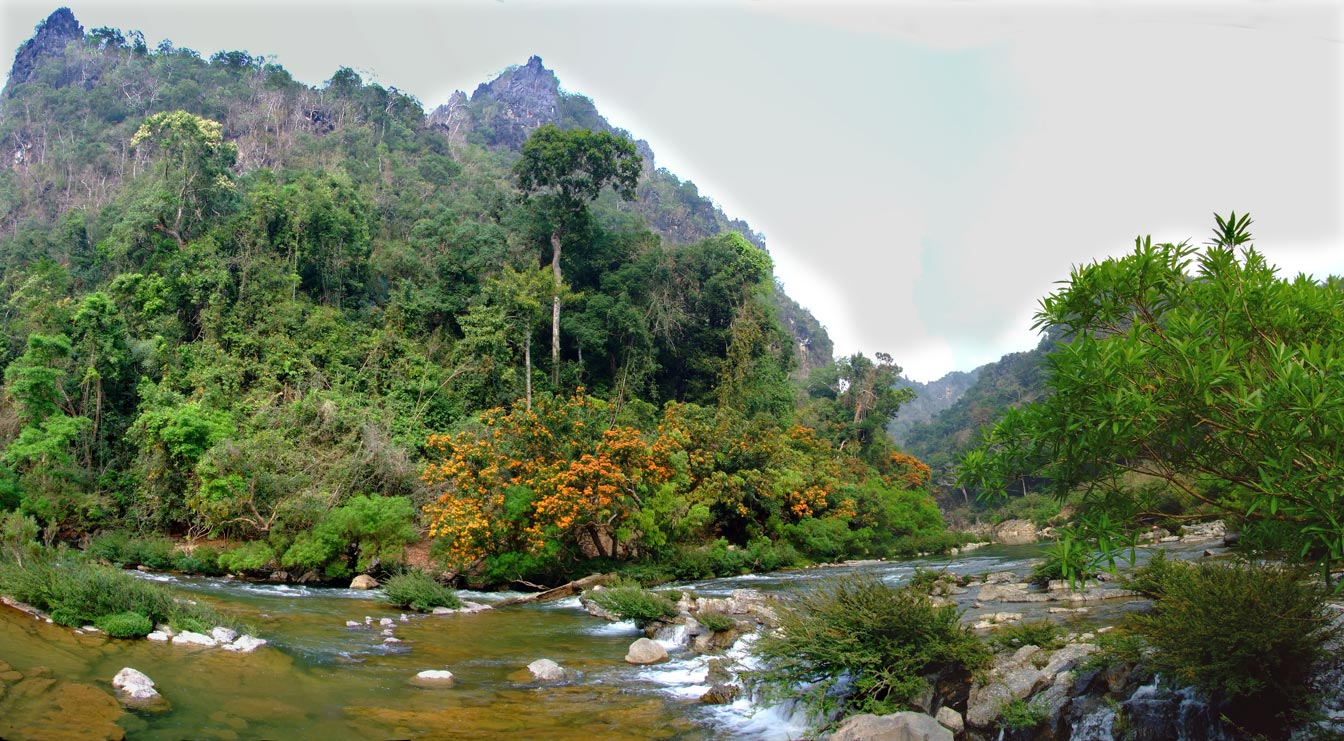
甘蒙省Ban Chalou村下游的色本斐河

色本斐河（老挝语：Nam Xebangfai），又译“本斐河”，是老挝的一条河流。 它发源于位于老挝和越南边界的安南山脉，其坐标为17°3′1″N 106°20′54″E / 17.05028°N 106.34833°E。它流经甘蒙省和沙湾拿吉省。
南腾2號壩由南腾河引水导入色本斐河，因而增加流量並進行水力發電。

## 色本斐河洞
色本斐河洞位于甘蒙省的欣南诺国家公园内。据信这是世界上最大的河流洞穴之一，其通道约120米高、200米宽，地下水道长达七公里。 其坐标为17°22′24″N 105°50′14″E / 17.37333°N 105.83722°E。